# 盧好善
盧好善（？—？），中國清朝官員，本籍中國直隸。吏員出身的盧好善於1764年（乾隆29年）接替胡炯，於台灣台北地區擔任八里坌巡檢一職，是大台北地區的地方父母官。
| 前任： 胡炯 | 八里坌巡檢 1764年上任 | 繼任： 金璧熒 |